# Physocyclus enaulus
Physocyclus enaulus là một loài nhện trong họ Pholcidae. Loài này được phát hiện ở Hoa Kỳ.